# بيت السلطان (بني العوام)

تعديل مصدري - تعديل

بيت السلطان هي إحدى قرى عزلة قطعة الصرابي بمديرية بني العوام التابعة لمحافظة حجة، بلغ تعداد سكانها 195 نسمة حسب تعداد اليمن لعام 2004.